# Nederbeat
Nederbeat eller Nederbiet är ett uttryck som syftar på nederländska grupper inspirerade av den anglosaxiska beatmusik vågen från mitten av 1960-talet.
Under den enorma globala framgången för brittiska grupper under den Brittiska vågen, som spelade beatmusik såsom The Beatles, The Rolling Stones, The Kinks, The Animals och The Who, svarade varje land med sina egna lokala band. I Nederländerna, som hade en rik mångfald av grupper, användes termen "Nederbiet" eller "Nederbeat" på engelska. Många nederländska städer, särskilt Haag, blev hemvister för mycket produktiva scener (Q65, Golden Earring, etc.), liksom Amsterdam (The Outsiders etc.). Även om fenomenet inte spred sig utanför Benelux-länderna, bör man inte underskatta vikten och inflytandet av denna scen. Till exempel, Robbie van Leeuwen, grundaren av gruppen Shocking Blue (känd för världshitlåten "Venus"), började sin karriär i gruppen The Motions. Mot slutet av 1960-talet, likt vad som hände i England, separerade många grupper eller ändrade sin musikaliska inriktning.

## Huvudsakliga utbildningar
- The Outsiders
- Shocking Blue
- Q65
- Golden Earring
- The Motions
- Zen
- The Kik
- George Baker Selection
- Les Baroques
- Musicians Union Band